# Quirico Filopanti
Quirico Filopanti, pseudonimo di Giuseppe Barilli (Budrio, 20 aprile 1812 – Bologna, 18 dicembre 1894), è stato un politico, astronomo e matematico italiano.

## Biografia

### La nascita
Giuseppe Barilli nasce il 20 aprile 1812 da Francesco Barilli, modesto falegname e Camilla Borghi, in località Riccardina, nei pressi di Budrio. Il padre, per guadagnare un poco di più, lavora a ore nel vicino mulino della Riccardina, di proprietà dei Bolognesi, ricchissimi possidenti locali.

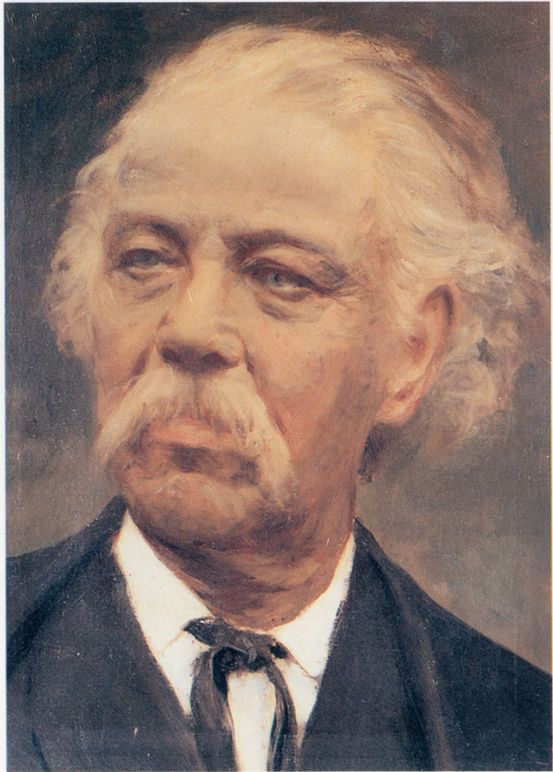

### Gli studi e i primi esperimenti
Il Barilli si distingue subito alla scuola parrocchiale per l'attitudine agli studi di matematica. Date le scarse risorse della famiglia, il sacerdote Don Vittorio Viglienghi, vicepresidente delle scuole di Budrio, membro influente del Consiglio di Partecipanza e l'arciprete Don Gaetano Maria Baldini, si interessano del ragazzo che viene accolto a frequentare gratuitamente la scuola di latinità budriese.
Dopo un'iniziale frequentazione dell'Università di Teologia il 3 luglio 1834 Giuseppe Barilli si laurea brillantemente in Matematica e Filosofia presso l'Università di Bologna, grazie al sostegno economico del Consiglio delle Comunità che, in seguito a una deliberazione straordinaria mai prima adottata, decide di fargli continuare gli studi a spese del Comune di Budrio.
Continuerà a studiare Ingegneria meccanica e Idraulica.
Nel 1835 a Budrio tiene la prima conferenza pubblica, pronunciata su invito della deputazione delle scuole in occasione della premiazione degli alunni, che diventerà la prima opera a stampa di Filopanti: “Dell'influenza delle arti e delle scienze sull'incivilimento e di questo sul migliore stato della società” (Firenze, 1836).
Nel 1836 fa prove ed esperimenti di applicazione pratica di principi tecnici e inventa uno speciale tipo di idrometro (strumento per la misurazione del livello dell'acqua).
Cerca lavoro a Medicina, dove il Consorzio dei Partecipanti, con l'intenzione di aprire una scuola di filosofia, ha bandito un concorso. Viene poi informato che l'amministrazione ha già stabilito di assegnare a un docente ecclesiastico quell'incarico. La scuola tuttavia non fu più aperta.
Nel 1837 usa per la prima volta lo pseudonimo di Filopanti (colui che ama tutti), che lo accompagnerà tutta la vita; qualche anno dopo assumerà anche il nome Quirico, in omaggio alla Roma antica.
Nel 1838 tenta un concorso a Ferrara, per una cattedra all'Università; il concorso però non ha buon esito per l'ostruzionismo di alcuni cattedratici: di ciò Filopanti si duole in una lettera all'amico Gaetano Giordani.
Nel 1840 partecipa a Torino al II Congresso degli Scienziati Italiani, dove presenta l'idrometro da lui inventato nel 1836.
Nel 1843, nel Canale di Reno, presenta la paltelata, un sistema che attraverso l'uso di pali e di tele dovrebbe impedire le rotte dei fiumi. Un sistema che si rivelerà valido nei piccoli corsi d'acqua ma assai meno efficiente nei grandi fiumi, come avvenne a Guarda Ferrarese sul Po.
Convinto che la cultura, soprattutto scientifica, sia sicura fonte di progresso e quindi di benessere per la società, dal 1846 pubblica e diffonde dispense intitolate: "Notizie di fisica esposte da Quirico Filopanti a servigio degli italiani di facile istruzione e per introduzione alle sue idee di architettura idraulica".

### Filopanti nel primo Risorgimento
Negli anni '40 egli guarda con fiducia al rinnovamento culturale e scientifico del paese portato avanti da Leopoldo II di Toscana e più tardi dal papa Pio IX.
Nel 1841, a detta di Narciso Feliciano Pelosini, Filopanti avrebbe definito il sovrano toscano come "uno dei migliori principi dell'universo".
Nel 1846 Filopanti partecipa a Roma al comune entusiasmo per l'avvento al soglio pontificio di Pio IX, fiducioso che egli saprà porre rimedi ai mali della provincia: cattiva amministrazione, povertà, disoccupazione, ribellismo delle masse più deboli.
In età matura ripudierà tali entusiasmi lealisti e da posizioni repubblicane e anticlericali definirà il papa risorgimentale "sedicente vicario di Dio in terra" (Dio liberale, 1880).

### La linea ferroviaria Roma-Civitavecchia
Nel 1847 Filopanti è a Roma per presentare un progetto di costruzione della linea ferroviaria Roma-Civitavecchia. Tuttavia la Società nazionale italiana, che avrebbe dovuto finanziare i lavori, non ottiene la concessione. Negli anni 1860 collabora di nuovo a un altro progetto ferroviario, quello che unirá la riviera Adriatica a Bologna.

### Filopanti e l'Università di Bologna (1831-1850)
Alla fine del marzo del 1848, dopo un concorso, viene nominato professore di Meccanica e Idraulica all'Università di Bologna. La commissione formata dal Cardinale di Bologna Oppizzoni, arcicancelliere dell'Università, del Collegio Matematico e dai Conservatori del Municipio lo acclama professore a pieni voti.
Il primo bando per la copertura di questa cattedra, datato 30 luglio 1847, era infatti rimasto senza esito in quanto Filopanti, ancora individuato come Giuseppe Barilli, ma già da molto appellato con il nome di Filopanti, aveva ritirato la sua candidatura, ritenendosi umiliato dal rifiuto del Collegio Filosofico Matematico di esonerarlo alla consueta prova d'esame, in considerazione del valore scientifico delle opere già pubblicate.
Fu quindi nuovamente necessario riaprire il concorso; questa volta Filopanti, pur risultando nuovamente candidato unico, accetta di sottoporsi alla prova consistente nello svolgimento di una dissertazione il cui argomento sarebbe stato scelto a sorte fra trenta quesiti.
Avendola superata a pieni voti il 21 marzo 1848, ottiene finalmente la cattedra cui da tanto aspirava.

### La partecipazione alla rivolta dell'8 agosto
Il 6 aprile 1848, con il grado di capitano, comanda la V Compagnia del Battaglione Universitario di Bologna e intanto aiuta a organizzare a Budrio il corpo dei volontari che combatterà contro gli austriaci (Battaglione Idice).
Qualche mese dopo avrà modo di partecipare alla rivolta popolare dell'8 agosto conclusasi con la cacciata degli Austriaci da Bologna. Il pomeriggio era con la moglie a Budrio, riesce tuttavia a raccogliere un buon numero di volontari e con questi si affretta a raggiungere la città e a partecipare all'insurrezione.
Viene nominato "Ispettore delle barricate" del quartiere San Gervasio, dove presiede alla costruzione di opere di difesa e spiega i modi più semplici e adatti per rendere efficienti le operazioni.
Il 9 agosto 1848 pubblica un manifesto dal titolo "Brevi istruzioni sull'attual difesa". Sarà utile l'anno dopo, durante la resistenza della Repubblica Romana.
Diventerà infatti membro della Commissione Tecnica di Guerra dove insegna nuove tattiche di guerriglia urbana, sperimentate a Bologna l'8 agosto 1848. Si alternerà fra l'assemblea e le trincee cittadine, progetterà strumenti bellici di difesa e rianimerà i combattenti.

### Gli anni del Circolo Felsineo
Partecipa all'attività del Circolo Felsineo, formato in buona parte da moderati. Ne diventa consigliere e, seguendo Gioberti, propugna l'idea di una costituente federale.
In breve tempo il Circolo Felsineo diventa Circolo Nazionale e si configura come centro della vita politica bolognese e alla fine dell'anno Filopanti ne diverrà presidente.
Con l'evolversi della situazione politica da posizioni moderate acquisirà una caratterizzazione sempre più democratica; modifica il proprio credo politico passando dal neoguelfismo di Gioberti al repubblicanesimo mazziniano.

### Il Circolo Universitario Democratico
Il 29 gennaio 1849 viene proclamato presidente di un Circolo Universitario Democratico. Il professore Giulio Carini lo resse con funzioni reali di presidente mentre Filopanti era a Roma.

### L'Assemblea costituente degli Stati Romani
Il 21 gennaio 1849 viene eletto membro dell'Assemblea costituente degli Stati Romani.
Il 5 febbraio 1849 viene inaugurata l'Assemblea costituente degli Stati Romani. È presente anche Giuseppe Garibaldi. In quella data Filopanti viene nominato segretario.
Filopanti all'inizio si dichiara perplesso sull'opportunità della proclamazione immediata della Repubblica. Ma, in seguito alla fuga del Granduca di Toscana a Gaeta, scioglie ogni riserva dicendosi caldamente a favore della soluzione repubblicana.
Il 9 febbraio 1849 l'Assemblea costituente approva il Decreto fondamentale della Repubblica Romana da lui redatto, in cui viene dichiarato decaduto il potere temporale del Papa e si afferma che "la forma di governo sarà la democrazia pura e prenderà il glorioso nome di Repubblica Romana".
Nei mesi che seguono, Filopanti partecipa attivamente ai lavori assembleari. Il 16 giugno si apre la discussione sul testo della costituzione. Filopanti interviene sia sul tema dell'istruzione sia su quello del lavoro.
Intanto la vita della repubblica va spegnendosi sotto l'assedio delle truppe francesi. Il 1º luglio la costituzione viene approvata dall'assemblea all'unanimità; nel pomeriggio del 3 luglio le truppe francesi occupano Roma.
A Filopanti spetta l'ultimo atto della Repubblica Romana: di fronte al colonnello Lamarre, entrato nella sala del Campidoglio, dove era insediata ancora la V sezione dell'assemblea per imporne lo scioglimento, Filopanti redige una protesta ufficiale, appellandosi all'articolo V della Costituzione Francese in cui si respinge “l'uso della forza contro la libertà dei popoli”.

### L'esilio negli Stati Uniti d'America (1849-1852) e in Inghilterra (1852-1859)
Il 4 luglio 1849 dopo l'arrivo delle truppe francesi in Roma abbandona la città.
Uscito clandestinamente da Roma, si rifugia a Cento dall'amico Gaetano Giordani che lo accompagna al confine con la Toscana.
Il 30 agosto 1849 si imbarca a Livorno alla volta degli Stati Uniti e raggiunge Providence, nel Rhode Island, dove soggiorna tre anni. Durante la sua permanenza negli Stati Uniti d'America ha stretti contatti con gli ambienti dei rifugiati politici italiani e si reca spesso a New York a trovare l'amico Giuseppe Garibaldi, anch'egli in quegli anni rifugiatosi negli Stati Uniti.
Nell'autunno del 1852 torna in Europa e si stabilisce a Londra dove vive poveramente ma dignitosamente dando lezioni di italiano.
Nell'esilio londinese pubblica in inglese Miranda (1858), opera a carattere scientifico filosofico religioso, in cui avanza la proposta di suddividere la superficie del globo terrestre, per mezzo dei meridiani, in 24 "giorni longitudinali"o “fusi orari”. Proposta ripresa e da lui sviluppata più tardi nel trattato L'Universo, pubblicato a Bologna nel 1871.
Nell'autunno del 1859 torna in Italia dall'esilio londinese insieme alla moglie rimanendo per un po' di tempo da amici a Grazzano di Piacenza.

### Filopanti e il ritorno all'Università di Bologna (1860-1868)
Il 20 maggio 1860 riprende la sua attività di docente ordinario dell'Università di Bologna. Repubblicano, rifiutandosi di prestare giuramento di fedeltà al re, viene rimosso dall'insegnamento e successivamente riabilitato al ruolo di professore "straordinario" di Meccanica applicata.
I programmi dei corsi, i temi per gli esami speciali, nonché alcune trasferte con gli studenti per visionare impianti meccanici, agli albori dell'industrializzazione dell'Italia, evidenziano l'interesse di Filopanti per i problemi della scienza idraulica: "Il controllo delle acque fluviali e l'utilizzo delle macchine idrovore". Riconducibile a questi temi è la tesi di laurea "Del miglior regolamento delle acque in collina, desunto dalle colmate di monte" presentata nel 1864 dallo studente Walfredo Giannini.
Nel novembre 1860 conosce Giosuè Carducci appena giunto all'università bolognese.
Nel 1864 rifiuta nuovamente di prestare giuramento di fedeltà alla monarchia e solo dopo una petizione degli studenti viene riammesso alla docenza universitaria in veste di "libero insegnante" di Meccanica e Idraulica Razionale.
Nel 1868 in segno di solidarietà con Giuseppe Ceneri e Giosuè Carducci, sospesi temporaneamente dall'insegnamento universitario per avere inviato un messaggio augurale a Giuseppe Mazzini in occasione dell'anniversario della proclamazione della Repubblica Romana, dapprima si astiene dalle lezioni e poco dopo abbandona definitivamente l'Università.

### Filopanti e la Società Operaia di Mutuo Soccorso
Nel 1861 è attivo nella "Società Operaia di Mutuo Soccorso di Bologna", di cui a varie riprese sarà presidente, che si era costituita nell'aprile del 1860.
Il 6 gennaio 1861 ne inaugura il secondo anno sociale con un discorso rimasto famoso in cui afferma la necessità dell'associazionismo.
Viene nominato all'interno della società operaia presidente del "Comitato di Istruzione".
La collaborazione di Filopanti alla vita della società operaia di mutuo soccorso bolognese costituisce un capitolo interessante del pensiero e dell'opera budriese, denso com'è di iniziative nuove e proficue volte tutte all'emancipazione della classe lavoratrice e al miglioramento delle condizioni di vita e di lavoro degli operai.
Ai soci dell'Operaia Filopanti tiene lezioni domenicali in parte di carattere scientifico divulgativo, in parte di educazione alla politica.
Si adopera, poi, per dare incremento ai comitati di istruzione, di lavoro e di Provianda. La Provianda provvede all'apertura di spacci di vendita di generi di prima necessità a prezzi contenuti rispetto al mercato.
Nel maggio del 1866 diventa capo del comitato per l'Arruolamento Volontari della Società Operaia, promosso dalla società stessa per la guerra contro l'Austria.
Nel 1872 si dimette dalla Società Operaia, perché come aveva dichiarato anni prima le sue conosciute e non mutabili opinioni politiche non potessero servire di causa o di pretesto al Governo per vietare riunioni, o sciogliere la società, come era avvenuto nel 1868.

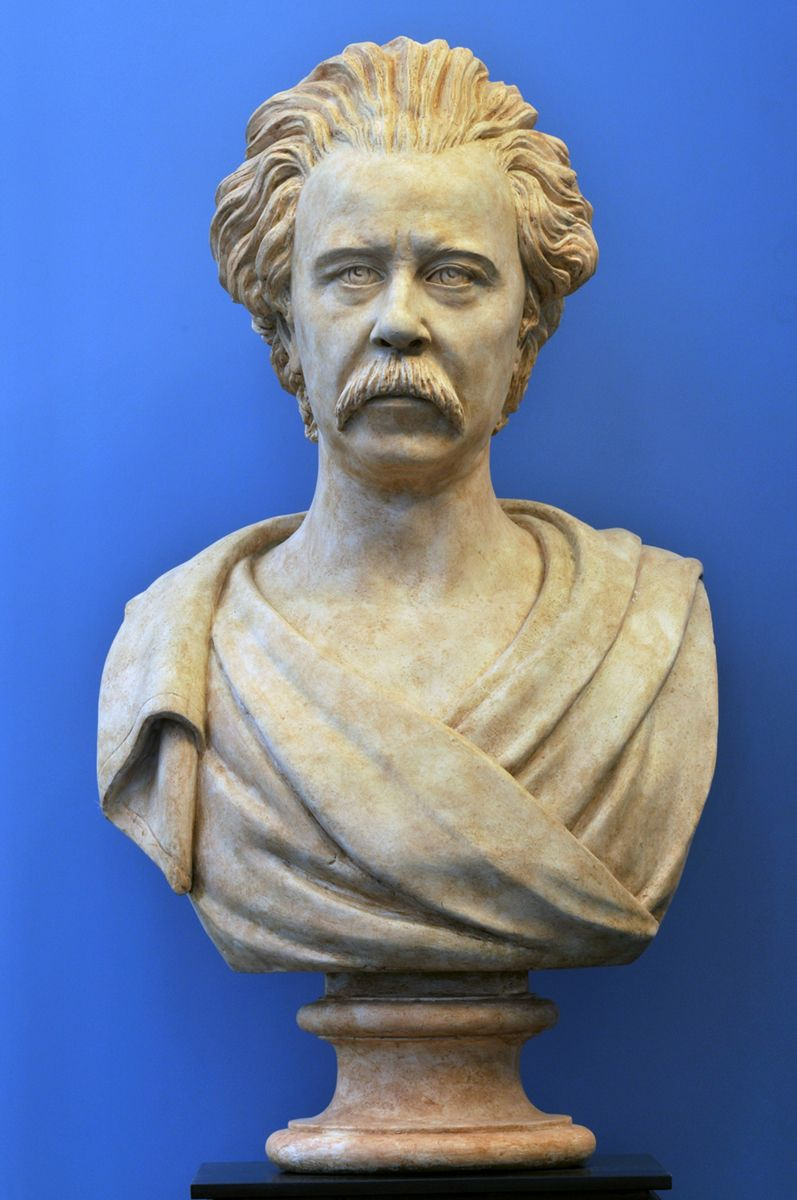

### Quirico Filopanti e Giuseppe Garibaldi
Nel 1866 partecipa con un corpo di volontari, tra cui figuravano anche diversi budriesi, alla guerra contro l'Austria a fianco di Garibaldi (Campagna del Tirolo).
Nel 1867 ancora a fianco di Garibaldi partecipa al tentativo di conquistare Roma; ma le truppe garibaldine vengono fermate a Mentana (3 novembre) mentre Filopanti era in Romagna per cercare rinforzi; all'iniziativa parteciparono anche 31 volontari budriesi.
Nel 1875 chiamato da Garibaldi a Roma elabora un progetto di bonifica dell'Agro Romano; il progetto tuttavia viene bocciato non, come ebbe a precisare Filopanti, per motivi tecnici ma per ragioni politiche.

### Il Consiglio comunale bolognese
Nel luglio del 1867 viene eletto membro del Consiglio comunale bolognese. Al suo primo ingresso si presenta come uno dei principali oppositori della politica moderata della giunta Pepoli. Filopanti si proporrà sempre non tanto come la voce di coloro l'hanno eletto, ma piuttosto di quanti non erano ammessi a esprimere la loro preferenza riaffermando in tal modo l'impegno che lo vede attivo nelle società operaie e negli istituti di beneficenza.
Riforma dell'istruzione elementare, sostegno dell'azione volta all'avvio dei lavori di pubblica utilità (ponti, strade, mercato coperto), ridefinizione del sistema di tassazione costituiscono i punti centrali della sua politica amministrativa.
A partire dagli anni '80 le sue presenze in Consiglio comunale si fanno sempre meno frequenti, forse a causa dell'impegno in Parlamento o per una crescente sfiducia in tali organi che lo portano a preferire impegni più diretti su un terreno più pratico.

### L'arresto
Nell'aprile del 1867 viene arrestato quale agitatore politico insieme ad alcuni colleghi, durante uno sciopero dei panettieri e venditori di commestibili.
Durante la detenzione imposta il programma di "Quelle lezioni popolari di astronomia", opera di divulgazione scientifica popolare che avrebbe iniziato poco dopo a Bologna, all'Arena del Pallone e anche in altre città italiane.
Nel 1870 saluta con entusiasmo l'entrata in Roma delle truppe italiane e la fine del potere temporale pontificio.

### Il Consiglio Provinciale di Bologna per il mandamento di Budrio
Nel 1871 viene eletto membro del Consiglio Provinciale di Bologna per il mandamento di Budrio. Svolge dunque un ruolo attivo nell'amministrazione cittadina e nella duplice veste di uomo di governo e d'intellettuale redige in quell'anno una lunga relazione per la commissione incaricata d'istituire la nuova scuola tecnica bolognese.

### L'opera "L'universo"
Nel 1871 pubblica il primo dei quattro volumi de L'universo. L'opera presenta uno studio complessivo di quasi tutte le scienze: dalla meravigliosa astronomia a un nuovo sistema di cosmogonia, dall'antropologia generale e speciale ai punti salienti della storia civile, scientifica e letteraria. Filopanti dà alle stampe le conferenze tenute in molte città italiane affinché "gli uditori avessero sott'occhio alcuni dei corpi celesti di cui si trattava". Le spiegazioni erano aiutate da alcuni grandi planisferi trasparenti, illuminati da un apposito riflettore, sui quali egli faceva proiettare le immagini del sistema planetario o delle costellazioni oggetto della lezione.

### Le "Prediche"
Nel 1874 inizia a Bologna un nuovo ciclo di conferenze popolari a carattere religioso-panteistico, chiamate "Prediche", e prosegue in molte città italiane.

### Filopanti alla Camera dei Deputati

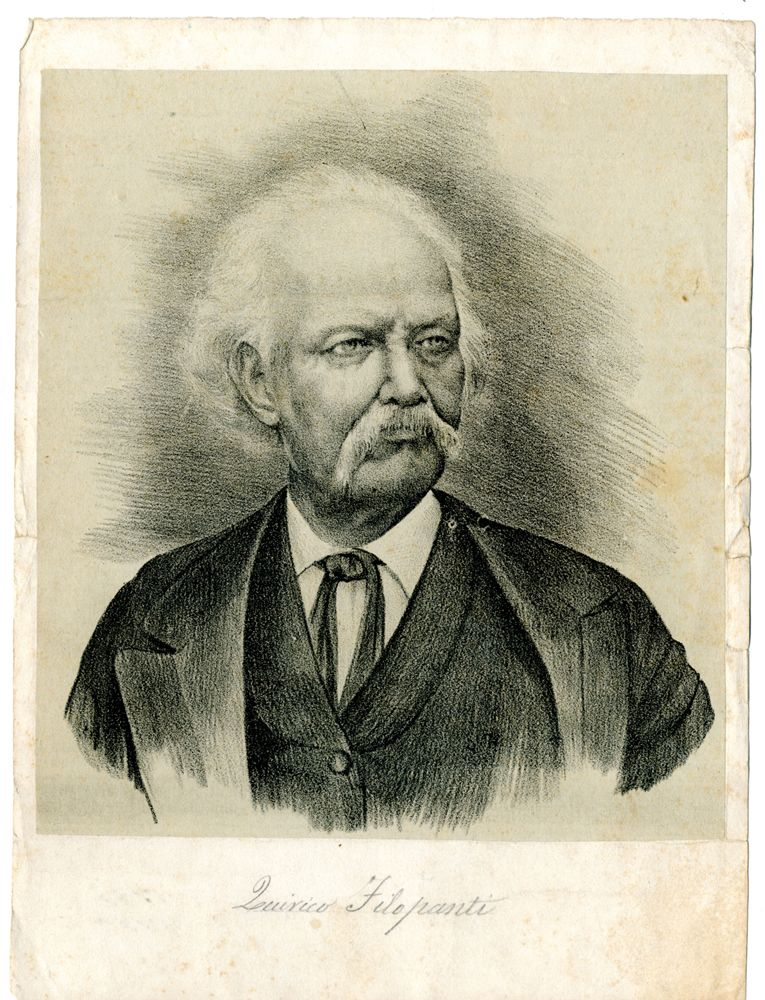

Nel 1876 viene eletto alla Camera dei deputati ed è riconfermato nelle legislature successive fino al 1890. Non eletto nel 1890, torna a Montecitorio nel 1892. Nella sua veste di parlamentare non esita a distinguersi nell'affrontare i temi legati ai diritti di libertà e alla questione sociale, spesso anche in disaccordo con la maggioranza del governo.
Inviato in Parlamento con i voti radicali e della Sinistra, Filopanti si siede sui banchi dell'Estrema Sinistra (in prossimità dello scranno di Garibaldi).
Pur sostenendo i governi della Sinistra mostra sempre un'attitudine all'indipendenza, alla libertà e alla schiettezza del giudizio che lo fanno apprezzare anche dagli avversari politici.
Contrario alle volte al governo Depretis, appoggia con entusiasmo il governo Cairoli, mentre sarà oppositore di ogni politica trasformista. Ostile ai governi Crispi di cui non condivide l'operato in tema di ordine pubblico, vota però a favore della politica coloniale.
Nel 1876, nelle aule della Camera dei Deputati, nega il rituale di giuramento di fedeltà al Re, assicurandosi un primato personale: quello di essere il primo deputato espulso dall'Aula nella XIII legislatura.

### Gli ultimi 20 anni della vita di Filopanti
Nel 1877 progetta alcune migliorie per aumentare la portata del canale Fossano di Budrio e intanto, nelle campagne budriesi, sperimenta un sistema di aratura meccanica a vapore.
Nel 1880 seppure già in età avanzata pubblica alcuni libri in cui enuncia le sue personali convinzioni filosofico-religiose: Dio liberale (1880), Dio esiste (1881), Storia d'Italia dagli antichissimi tempi sino all'anno 1882 (1883).
Nell'agosto del 1881 è a Budrio insieme con tutte le autorità provinciali e comunali per l'inaugurazione del nuovo palazzo del municipio: "la nuova casa del Comune", "la casa della famiglia budriese", egli lo definisce affettuosamente nel discorso di presentazione.
Nel 1885 pubblica "Acquedotti Economici", frutto di attente ricerche finalizzate a distribuire la rete dell'acqua potabile alle campagne delle province di Bologna, Ferrara e Ravenna: l'acqua potabile, sosteneva è un diritto di tutti, di chi abita in città come di chi vive in campagna; anche questo progetto tuttavia non decolla.
Nel 1892 propone al Comune di Budrio la costruzione di un ponte in legno sull'Idice, al passo del dritto; ancora una volta i suoi studi non hanno attuazione pratica.
Muore il 18 dicembre 1894, all'età di 82 anni, all'Ospedale Maggiore di Bologna. Ai funerali la partecipazione popolare è vastissima; viene sepolto a Budrio.
Quirico Filopanti fece parte della Massoneria.
Nel corso del 2012 sono state programmate numerose iniziative per ricordare i duecento anni dalla nascita.

## I fusi orari
Nella sua opera Miranda! del 1858 propose per la prima volta i fusi orari.
L'ipotesi di Filopanti era quella di suddividere idealmente la terra in corrispondenza dei meridiani in ventiquattro zone (fusi) a ognuno dei quali avrebbe dovuto corrispondere un orario. Ogni fuso avrebbe dovuto differire dal successivo di un'ora, mentre avrebbero coinciso i minuti e i secondi. Il primo fuso avrebbe dovuto essere centrato sul meridiano di Roma. La suddivisione in fusi avrebbe determinato il tempo locale (L). L'ipotesi prevedeva anche la determinazione di un tempo universale (U) che si sarebbe dovuto utilizzare come riferimento unico nell'astronomia e nelle comunicazioni telegrafiche.

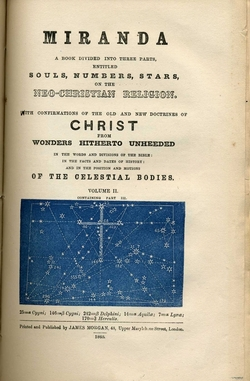
Frontespizio del secondo volume di Miranda, pubblicato a Londra nel 1860

## Filopanti e il fantastico
Filopanti è autore di libretti dai titoli curiosi, come Intorno al sito del Rubicone e al giorno in cui fu passato da Giulio Cesare (1866), Degli usi idraulici della tela (1847), Dio esiste (1881), Dio liberale (1879), Sunto sulla memoria delle geuranie ovvero di alcune singolare relazioni cosmiche della terra e del cielo (1862).
Soprattutto il suo libro Miranda, a book divided into three parts, entitled Souls, Numbers, Stars (London, 1858) gli ha procurato una recensione del De Morgan:

## Citazioni
Quirico Filopanti compare tra i personaggi del celebre romanzo di Riccardo Bacchelli, Il mulino del Po (volume II, capitolo V: La rotta).
Per Giuseppe Garibaldi Filopanti era il "professore dell'infinito": "Ho letto il primo fascicolo del vostro Universo e lo sto rileggendo, poiché le sublimi verità da voi accennate devono essere ben studiate per poterle gustare ed esserne edificati. Da parte la modestia, professore dell'infinito!".

## Intitolazioni
A Quirico Filopanti è intitolata la tratta dei viali di circonvallazione di Bologna compresa fra porta San Vitale e porta San Donato, una delle arterie stradali più trafficate della città, sulla quale si affacciano, tra l'altro anche il Dipartimento di Matematica e il CeSIA (Area Servizi e Sistemi Informatici d'Ateneo) dell'Università di Bologna.
Gli è stato dedicato un asteroide: 21687 Filopanti.
Nel 1913 la sua città natale di Budrio gli dedica un monumento

### Opere di Filopanti
- Dell'influenza delle arti e delle scienze sulla civiltà e di questa sul migliore stato della società. Orazione recitata a Budrio il giorno 15 ottobre 1835 per solenne distribuzione di premi agli alunni delle pubbliche scuole, Firenze, pei tipi di Federigo Bencini all'insegna di Dante, 1835.
- Dell'influenza delle arti e delle scienze sull'incivilimento e di questo sul migliore stato della società, Faenza, Tip. Montanari e Marabini, 1836.
- Longevità comparata degli antichi e de' moderni, Bologna, Tipi del Nobili e comp., 1840.
- Memoria sui fuochi fatui del dottor Quirico Barilli Filopanti, letta all'Accademia delle scienze dell'Istituto di Bologna li 21 maggio 1840, S.l., s.n., 1840.
- Di un nuovo istrumento idrometrico, Bologna, pei tipi di Jacopo Marsigli, 1841.
- Proposta di un mezzo di tentare la dotazione del Congresso degli scienziati italiani, Bologna, Tip. Sassi e fonderia Amoretti, 1841.
- All'inclito pubblico Bolognese. Annuncio libro Nuove idee di architettura Idraulica segnatamente sulla presa delle rotte, Bologna, 1841.
- Notizie popolari di fisica e idee di architettura idraulica, Bologna, Tip. Delle Muse, 1841.
- Giacometti e la Cerrito ossia del troppo e del poco nell'onorare e nel premiare gli artisti, Bologna, pei tipi delle Muse, 1844.
- Storia di un secolo, dal 1789 ai giorni nostri: Fasc. I (dal 1789 al 1821. Rivoluzione francese e Napoleone. Milano: Tip. Edoardo Sonzogno Edit., 1891.
- Storia di un secolo, dal 1789 ai giorni nostri: Fasc. II (dal 1821 al 1858). - Milano: Tip. Edoardo Sonzogno Edit., 1891
- Storia di un secolo, dal 1789 ai giorni nostri: Fasc. III (dal 1859 al 1865). - Milano: Tip. Edoardo Sonzogno Edit., 1891
- Storia di un secolo, dal 1789 ai giorni nostri: Fasc. IV (dal 1866 al 1889). - Milano: Tip. Edoardo Sonzogno Edit., 1892
- Bartolini e la Cerrito ossia dell'onorare e premiare gli artisti, Bologna, pei tipi delle Muse, 1845.
- Del numero probabile di persone che intervennero alle feste dell'amnistia in Bologna ed in Roma, Bologna, pei Tipi delle Muse alla Capra, 1846.
- Degli usi idraulici della tela, Memoria letta nel giorno 26 novembre 1846 all'Accademia delle scienze di Bologna dal dottor Filopanti, Bologna, Tip. Sassi, 1847.
- Miranda! A book on wonders hitherto unheeded, London, James Morgan, 1858.
- Miranda. A book divided into three parts entitled Souls, Numbers, Stars, on the neo-Christian religion: with confirmations of the old and new doctrines of Christ: from wonders hitherto unheeded in the words and divisions of the Bible: in the facts and dates of history and in the position and motions of the celestial bodies, London, James Morgan, 1860.
- Sulla reciproca influenza della libertà politica e dell'industria mecanica dei popoli. Prolusione recitata nell'Università di Bologna, estratto da Il Politecnico: repertorio mensile di studj applicati alla prosperità e coltura sociale, Volume 10, 1861, pp. 271–287.
- Sunto della memoria sulle geuranie ossia di alcuni singolari relazioni cosmiche della terra e del cielo letta nella seduta del 9 gennaio 1862 dell'Accademia delle scienze di Bologna, Bologna, Tipi Gamberini e Parmeggiani, 1862.
- Lo studente alla guerra, ossia nozioni fondamentali di arte militare, Bologna, Società editrice della storia, 1864.
- Discorso inaugurale del prof. Filopanti Presidente della società operaia di Bologna, pronunciato nel giorno 10/1/1864 contenente il programma del novello Consiglio direttivo, Bologna, Tip. Vitali, 1864.
- Intorno al sito del Rubicone ed al giorno in cui fu passato da Giulio Cesare, Bologna, Gamberini e Parmeggiani, 1866.
- Intorno alla necessità ed ai mezzi di promuovere l'industria meccanica in Italia. Discorso tenuto nell'Università di Bologna il giorno 27 di novembre 1866, Bologna, Tipogr. del Giornale d'Agricoltura del Regno d'Italia detta degli Agrofili italiani, 1866.
- Inno nazionale, Bologna, Stab. Monti, 1866.
- Intorno alla fontana di Cento: lettera all'ingegnere Luigi Bonomi, Bologna, Compositori, 1870.
- Alcuni misteri di chimica popolarmente spiegati e nuova nomenclatura proposta da Quirico Filopanti: con un rapporto dei signori professori di chimica della medesima Università, Bologna, Soc. tipogr. dei Compositori, 1871.
- Della presa delle rotte colle tele, Bologna, Società tipografica dei Compositori, 1872.
- Ruote guernite. Perfezionamento delle ruote idrauliche ad asse orizzontale, Milano, Prem. litog. e tipog. degli ingegneri, 1875.
- Il Tevere e la campagna di Roma. Conferenza tenuta nel teatro Dal Verme a Milano il 4 luglio 1875; con un'appendice contenente degli estratti di altre conferenze da esso date sul medesimo soggetto ed una lettera del generale Garibaldi, Milano, Treves, 1875.
- Lezioni popolari di astronomia, Milano, Bortolotti, 1876.
- Dio liberale: sintesi scientifica ed istorica, Bologna, N. Zanichelli, 1880.
- L'universo. Lezioni popolari di filosofia enciclopedica e particolarmente di astronomia date nelle principali città d'Italia da Quirico Filopanti, Bologna, Stab. tip. di G. Monti (3 volumi).
- Dio esiste: sintesi enciclopedica, Milano, F.lli Treves, 1881.
- Sintesi della storia universale e specialmente della storia d'Italia dagli antichissimi tempi sino all'anno 1882, Bologna, Società tipografica Azzoguidi, 1882-1883.
- Storia d'Italia dagli antichissimi tempi sino all'anno 1882, Bologna, Azzoguidi, 1883.
- Acquedotti economici per le tre provincie di Ferrara, Ravenna e Bologna – Rapporto di Q.F. all'onorevole Commissione per gli studi sui predetti acquedotti, Bologna, Tip. Monti, 1885.
- Acquedotti economici: lettera ai sindaci delle comuni rurali di Ferrara, Ferrara, Tip. Sociale, 1886.
- Festival o commemorazione festiva, impropriamente detta centenario della fondazione dell'università di Bologna, 12 giugno 1888, Bologna, Tip. Azzoguidi, 1888.
- Rivoluzioni e misteri, cioè della rivoluzione Francese e di Napoleone desunta dalla sintesi di Storia Universale di Filopanti, Bologna, Tip. Zamorani e Albertazzi, 1889.
- Bibbia sociale, Bologna, Tip. Zamorani e Albertazzi, 1894.

### Studi su Filopanti
Antonio Faeti - "Quirico Filopanti: un professore all'aria aperta". Bologna, 2011.
- Un democratico del Risorgimento: Quirico Filopanti, a cura di Alberto Preti, Bologna, Il mulino, 1997.
- Quirico Filopanti: studi e ricerche, introduzione di Aldo Berselli, Budrio, Comune di Budrio, 1980.
- Fedora Servetti Donati, Ricordando Filopanti, 1894-1994, Comune di Budrio, Assessorato alla promozione culturale, 1994.
- Omaggio a Quirico Filopanti: Bologna, marzo 1995, Catalogo della mostra tenuta alla Biblioteca Universitaria di Bologna, Bologna, 1995.
- Quirico Filopanti e il suo tempo: 1812-1894. Mostra storico-documentaria: Budrio, 10 febbraio-9 aprile 1995, Comune di Budrio, Assessorato alla promozione culturale, 1995.
- Miranda! Quirico Filopanti e il tempo dell'esilio. Mostra a cura di M. Avanzolini, M. Buscarini e M. Fini. 21 giugno-20 ottobre 2012. Biblioteca Comunale dell'Archiginnasio, Bologna.